# 岡村來佳
岡村 來佳（おかむら らいか、2005年7月30日 - ）は、東京都江戸川区出身の女子サッカー選手。三菱重工浦和レッズレディース所属。ポジションはディフェンダー。

## 経歴

### ユース
5歳の時にサッカーをしていた兄の影響でサッカーを始めた。
浦和レッズレディースジュニアユースを経て、三菱重工浦和レッズレディースユースに所属。2023年9月に2種登録選手として、トップチームの三菱重工浦和レッズレディースに登録された。

### シニア
2024年1月15日、トップチームへの昇格が発表された。

## 人物
1対1での強さ、粘り強い守備、守備範囲の広さが特徴で、2022 FIFA U-17女子ワールドカップ日本代表に選出された。
憧れの選手は南萌華。

## 個人成績

### クラブ
| クラブ                       | シーズン | リーグ | 背番号 | リーグ戦 | リーグ戦 | カップ戦 | カップ戦 | リーグ杯 | リーグ杯 | AFC  | AFC  | 合計 | 合計 |
| クラブ                       | シーズン | リーグ | 背番号 | 出場     | 得点     | 出場     | 得点     | 出場     | 得点     | 出場 | 得点 | 出場 | 得点 |
| ---------------------------- | -------- | ------ | ------ | -------- | -------- | -------- | -------- | -------- | -------- | ---- | ---- | ---- | ---- |
| 三菱重工浦和レッズレディース | 2023-24  | WE     | 30     | 5        | 0        | -        | -        | 0        | 0        | 0    | 0    | 5    | 0    |
| 三菱重工浦和レッズレディース | 2024-25  | WE     | 22     | 6        | 0        | 1        | 1        | 1        | 0        | 2    | 0    | 10   | 1    |
| 三菱重工浦和レッズレディース | 通算     | 通算   | 通算   | 11       | 0        | 1        | 1        | 1        | 0        | 2    | 0    | 15   | 1    |
| 通算                         | 日本     | 日本   | 1部    | 11       | 0        | 1        | 1        | 1        | 0        | 2    | 0    | 15   | 1    |
| 総通算                       | 総通算   | 総通算 | 総通算 | 11       | 0        | 1        | 1        | 1        | 0        | 2    | 0    | 15   | 1    |

1. 1 2  2023 AFC女子クラブ選手権の成績
2. 1 2  AFC女子チャンピオンズリーグ2024/25の成績

- WEリーグ
  - 初出場 - 2024年4月14日 第14節 ノジマステラ神奈川相模原戦 (浦和駒場スタジアム)[7]

### 代表

#### 主な出場歴
- U-20日本女子代表
  - 2024年 - AFC U20女子アジアカップ
  - 2024年 - FIFA U-20女子ワールドカップ

## タイトル

### クラブ
- 三菱重工浦和レッズレディース
  - WEリーグ: 1回 (2023-24)
  - AFC女子クラブ選手権: 1回 (2023)